# Asarcornis scutulata
L'anatra alibianche (Asarcornis scutulata, Müller 1842) è un uccello facente parte della famiglia delle Anatidae, si tratta dell'unica specie del genere Asarcornis.

## Sistematica
Tradizionalmente considerata come parente dell'anatra muschiata (Cairina moschata), alcuni autori la annoveravano anche nel genere Cairina. Tuttavia le analisi del DNA mitocondriale e l'analisi biogeografica della loro distribuzione contraddicano quest'ipotesi. Così, è più logico l'inserimento di questa specie in un genere monotipo piuttosto che avvicinarlo all'anatra muschiata. In compenso vi è una relazione più vicina con le anatre tuffatrici.

## Distribuzione e popolazione
Storicamente, l'anatra alibianche era in gran parte presente nel nord-est dell'India ed in Bangladesh, e nel sud-est asiatico, di Giava e di Sumatra. Tuttavia, nel 2002, la popolazione totale di quest'uccelli non superava quota 800, con 200 esemplari distribuiti nel Laos, Thailandia, Vietnam e Cambogia, 150 a Sumatra, in particolare in Way Kambas National Park e 450 distribuiti tra l'India, il Bangladesh e la Birmania.

## Habitat
Abita le foreste umide, paludi, stagnani e corsi d'acqua a flusso lento; solitamente vive in pianure (sotto i 200 m di altitudine) dove trova l'habitat ottimale, ma può spingersi in zone unide fino a 1.400 m di quota. Anche se essenzialmente stazionaria, alcuni esemplari possono compiere modesti spostamenti in caso vi siano periodi secchi che riducono i livelli di acqua e la disponibilità di cibo.

## Minacce
Il declino di questa specie è da attribuire in gran parte al disboscamento diffuso delle pianure, unito al drenaggio delle zone acquitrinose. Le piccole, popolazioni spezzettate risultanti sono vulnerabili a causa della perdita di variabilità genetica, della dispersione, della caccia, della raccolta delle uova e degli anatroccoli per alimento.